# 词素划分
词素划分法不同于常见的音节划分法，音节划分法通常采用“黑点（．）”划分单词。词素划分法是根据构词法将英语单词前缀、词根、连缀、后缀，用“连接符（-）”划分开来，更好地表现单词的内在结构。
比如：单词 combination 若按音节划分，则为com．bi．na．tion，若按词素划分，则为com-bin-ation。